# Elecciones regionales de los Abruzos de 2019
Las elecciones regionales de los Abruzos de 2019 tuvieron lugar el 10 de febrero de 2019. La elección fue para los 29 escaños del Consejo Regional de los Abruzos, así como para el presidente de la región que, junto con el candidato presidencial en segundo lugar, también se convertirían en miembros del Consejo Regional.
La votación resultó en la elección de Marco Marsilio, el candidato de centroderecha, como presidente de la región con el 48% de los votos. Además, la Liga ganó la pluralidad de escaños en el Consejo Regional.

## Antecedentes
En las elecciones del 4 de marzo de 2018, el presidente de la Región Luciano D'Alfonso fue elegido senador. Renunció como presidente del Ejecutivo el 9 de agosto siguiente, tras la validación de su elección por la Junta Electoral y de la inmunidad del Senado, debido a la incompatibilidad entre los dos cargos. Tras su dimisión, el vicepresidente de la Región Giovanni Lolli (PD) se convirtió en presidente.
Aproximadamente un mes después de asumir el cargo, Lolli mantuvo una reunión con el presidente del Consejo Regional Giuseppe Di Pangrazio (PD) y con la presidenta de la Corte de Apelación de L'Aquila Ida Francabandera, en la que fue elegida como fecha de las elecciones el domingo 10 de febrero de 2019, a pesar de las protestas de la oposición. El centroderecha anunció de inmediato un llamamiento al Tribunal Administrativo Regional.

## Sistema electoral
Tanto el presidente de la Región como los miembros del Consejo Regional (30 más el presidente) son elegidos por sufragio universal.
El candidato que obtenga la mayoría de votos válidos a nivel regional se convierte en presidente. Cada candidato debe estar vinculado a una lista de partido o una coalición que se postule para el consejo regional. Luego, una mayoría del 60% al 65% de los escaños se asigna al partido (o coalición) del presidente electo.
La elección del Consejo, por otro lado, prevé una competencia entre listas, presentadas dentro de los cuatro distritos de los Abruzos, coincidiendo con las cuatro provincias de la Región. La circunscripción de Chieti elige ocho consejeros, mientras que las de Pescara, L'Aquila y Teramo eligen cada una a siete. El presidente del Ejecutivo y el candidato a presidente que terminó segundo ingresan también al consejo regional.
El sistema electoral es proporcional a la proporción de votos que revive cada partido, con un umbral electoral del 4% de los votos para los partidos que no son miembros de coaliciones y del 2% para los que forman parte de una coalición.

### Modalidad de voto
Los votantes votan por ambos cargos en una sola boleta. Son posibles los siguientes modos:
- Votar solo a la lista del distrito, en cuyo caso su voto también se suma a los del candidato presidencial apoyado por la lista. En esta circunstancia también es posible manifestar dos preferencias para dos candidatos a consejero, siempre que sean de distinto sexo, indicando su apellido o nombre y apellido.
- Votar solo por un candidato a la presidencia, en cuyo caso su voto no se extiende a su lista.
- Votar al candidato presidencial y a una lista de distrito. Sin embargo, no es posible llevar a cabo el llamado voto dividido, por lo que el elector no puede elegir un candidato a la presidencia y una lista de distrito que no esté vinculada a ella.

## Campaña
Durante la campaña, Marco Marsilio (miembro de FdI) fue criticado por no ser nativo de la región, y los opositores lo acusaron de falta de conocimiento sobre los temas regionales específicos.[cita requerida] Sin embargo, los padres de Marsilio son ambos nativos de los Abruzos. Los miembros del Partido Democrático (PD) también acusaron a la Liga de violar las leyes de campaña italianas, luego de que Matteo Salvini publicara un tuit en el que llamaba a los votantes a ir a votar por su partido, durante el período de tiempo en el que la campaña electoral estaba oficialmente cerrada.

## Partidos y candidatos
| Partido político o alianza | Partido político o alianza   | Listas constituyentes                                     | Listas constituyentes        | Resultado previo | Resultado previo | Candidato        | Candidato |
| Partido político o alianza | Partido político o alianza   | Listas constituyentes                                     | Listas constituyentes        | Votos (%)        | Escaños          | Candidato        | Candidato |
| -------------------------- | ---------------------------- | --------------------------------------------------------- | ---------------------------- | ---------------- | ---------------- | ---------------- | --------- |
|                            | Coalición de centroderecha   |                                                           | Forza Italia (FI)            | 16,7             | 4                | Marco Marsilio   |           |

Partido más votado por comune

|                            | Coalición de centroderecha   | Hermanos de Italia (FdI)                                  | 2,9                          | –                |                  | Marco Marsilio   |           |
|                            | Coalición de centroderecha   | Liga (Lega)                                               | —                            | —                |                  | Marco Marsilio   |           |
|                            | Coalición de centroderecha   | Acción Política (AP)                                      | —                            | —                |                  | Marco Marsilio   |           |
|                            | Coalición de centroderecha   | Unión de Centro – Democracia Cristiana – IdeA (incl. NcI) | —                            | —                |                  | Marco Marsilio   |           |
|                            | Coalición de centroizquierda |                                                           | Partido Democrático (PD)     | 25,4             | 10               | Giovanni Legnini |           |
|                            | Coalición de centroizquierda | Legnini Presidente                                        | —                            | —                |                  | Giovanni Legnini |           |
|                            | Coalición de centroizquierda | Progresistas – Libres e Iguales                           | —                            | —                |                  | Giovanni Legnini |           |
|                            | Coalición de centroizquierda | Más Abruzos – Centro Democrático (incl. AP)               | —                            | —                |                  | Giovanni Legnini |           |
|                            | Coalición de centroizquierda | Adelante Abruzos – Italia de los Valores (incl. PSI y CP) | —                            | —                |                  | Giovanni Legnini |           |
|                            | Coalición de centroizquierda | Abruzos en Común – Región Fácil                           | —                            | —                |                  | Giovanni Legnini |           |
|                            | Coalición de centroizquierda | Centristas por Europa (CpE)                               | —                            | —                |                  | Giovanni Legnini |           |
|                            | Coalición de centroizquierda | Abruzos Juntos – Abruzos Futuro                           | —                            | —                |                  | Giovanni Legnini |           |
|                            | Movimiento 5 Estrellas (M5S) | Movimiento 5 Estrellas (M5S)                              | Movimiento 5 Estrellas (M5S) | 21,4             | 6                | Sara Marcozzi    |           |
|                            | CasaPound Italy (CPI)        | CasaPound Italy (CPI)                                     | CasaPound Italy (CPI)        | —                | —                | Stefano Flajani  |           |

## Encuestas de opinión
| Fecha          | Encuestadora      | Legnini     | Marsilio            | Marcozzi | Otros | Dif. |     |     |    |     |
| -------------- | ----------------- | ----------- | ------------------- | -------- | ----- | ---- | --- | --- | -- | --- |
| Fecha          | Encuestadora      | 10 Feb 2019 | Resultado electoral | 31%      | Otros | Dif. | 48% | 20% | 1% | 17% |
| 21–24 Ene 2019 | SWG               | 30%         | 37%                 | 32%      | 1%    | 5%   |     |     |    |     |
| 20–22 Nov 2018 | Quorum – YouTrend | 23%         | 38%                 | 35%      | 4%    | 3%   |     |     |    |     |

## Resultados

Candidato a presidente más votado por comune

|                                              |                                    |           |        |         |                                               |                        |         |        |         |
| Candidatos                                   | Candidatos                         | Votos     | %      | Escaños | Partidos                                      | Partidos               | Votos   | %      | Escaños |
|                                              | Marco Marsilio                     | 299.949   | 48,03  | 1       |                                               | Liga                   | 165.008 | 27,53  | 10      |
|                                              | Marco Marsilio                     | 299.949   | 48,03  | 1       | Forza Italia                                  | 54.223                 | 9,04    | 3      |         |
|                                              | Marco Marsilio                     | 299.949   | 48,03  | 1       | Hermanos de Italia                            | 38.894                 | 6,48    | 2      |         |
|                                              | Marco Marsilio                     | 299.949   | 48,03  | 1       | Acción Política                               | 19.446                 | 3,24    | 1      |         |
|                                              | Marco Marsilio                     | 299.949   | 48,03  | 1       | Unión de Centro – Democracia Cristiana – IdeA | 17.308                 | 2,88    | 1      |         |
| Total                                        | Total                              | 299.949   | 48,03  | 1       | 294.879                                       | 49,19                  | 17      |        |         |
|                                              | Giovanni Legnini                   | 195.394   | 31,28  | 1       |                                               | Partido Democrático    | 66.796  | 11,14  | 3       |
|                                              | Giovanni Legnini                   | 195.394   | 31,28  | 1       | Legnini Presidente                            | 33.277                 | 5,55    | 1      |         |
|                                              | Giovanni Legnini                   | 195.394   | 31,28  | 1       | Abruzos en Común – Región Fácil               | 23.168                 | 3,86    | 1      |         |
|                                              | Giovanni Legnini                   | 195.394   | 31,28  | 1       | Progresistas – Libres e Iguales               | 16.614                 | 2,77    | –      |         |
|                                              | Giovanni Legnini                   | 195.394   | 31,28  | 1       | Abruzos Juntos – Abruzos Futuro               | 16.055                 | 2,67    | –      |         |
|                                              | Giovanni Legnini                   | 195.394   | 31,28  | 1       | Más Abruzos – Centro Democrático              | 14.198                 | 2,36    | –      |         |
|                                              | Giovanni Legnini                   | 195.394   | 31,28  | 1       | Centristas por Europa                         | 7.938                  | 1,32    | –      |         |
|                                              | Giovanni Legnini                   | 195.394   | 31,28  | 1       | Adelante Abruzos – Italia de los Valores      | 5.611                  | 0,93    | –      |         |
| Total                                        | Total                              | 195.394   | 31,28  | 1       | 183.630                                       | 30,63                  | 5       |        |         |
|                                              | Sara Marcozzi                      | 126.125   | 20,20  | –       |                                               | Movimiento 5 Estrellas | 118.273 | 19,73  | 7       |
|                                              | Stefano Flajani                    | 2.974     | 0,47   | –       |                                               | CasaPound Italia       | 2.560   | 0,42   | –       |
|                                              |                                    |           |        |         |                                               |                        |         |        |         |
| Votos invalidos                              | Votos invalidos                    | 18.805    | –      |         |                                               |                        |         |        |         |
| Total candidatos                             | Total candidatos                   | 624.482   | 100,00 | 2       | Total partidos                                | Total partidos         | 599.356 | 100,00 | 29      |
| Votantes registrados/participación           | Votantes registrados/participación | 1.211.204 | 53,11  |         |                                               |                        |         |        |         |
| Fuente: Ministerio del Interior – Resultados |                                    |           |        |         |                                               |                        |         |        |         |

| \| Voto popular \| Voto popular \| Voto popular \| Voto popular \| Voto popular \| \| -------------- \| -------------- \| ------------ \| ------------ \| ------------ \| \| \| \| \| \| \| \| Lega \| Lega \| \| 27.53 % \| 27.53 % \| \| M5S \| M5S \| \| 19.73 % \| 19.73 % \| \| PD \| PD \| \| 11.14 % \| 11.14 % \| \| FI \| FI \| \| 9.04 % \| 9.04 % \| \| FdI \| FdI \| \| 6.48 % \| 6.48 % \| \| Lista Leginini \| Lista Leginini \| \| 5.55 % \| 5.55 % \| \| AiC–RF \| AiC–RF \| \| 3.86 % \| 3.86 % \| \| AP \| AP \| \| 3.24 % \| 3.24 % \| \| UdC–IdeA–DC \| UdC–IdeA–DC \| \| 2.88 % \| 2.88 % \| \| LeU \| LeU \| \| 2.77 % \| 2.77 % \| \| IA–AF \| IA–AF \| \| 2.67 % \| 2.67 % \| \| Otros \| Otros \| \| 5.03 % \| 5.03 % \| |                |  |         |         |
| Voto popular |                |  |         |         |
| |                |  |         |         |
| Lega | Lega           |  | 27.53 % | 27.53 % |
| M5S | M5S            |  | 19.73 % | 19.73 % |
| PD | PD             |  | 11.14 % | 11.14 % |
| FI | FI             |  | 9.04 %  | 9.04 %  |
| FdI | FdI            |  | 6.48 %  | 6.48 %  |
| Lista Leginini | Lista Leginini |  | 5.55 %  | 5.55 %  |
| AiC–RF | AiC–RF         |  | 3.86 %  | 3.86 %  |
| AP | AP             |  | 3.24 %  | 3.24 %  |
| UdC–IdeA–DC | UdC–IdeA–DC    |  | 2.88 %  | 2.88 %  |
| LeU | LeU            |  | 2.77 %  | 2.77 %  |
| IA–AF | IA–AF          |  | 2.67 %  | 2.67 %  |
| Otros | Otros          |  | 5.03 %  | 5.03 %  |

| \| Presidente \| Presidente \| Presidente \| Presidente \| Presidente \| \| ---------- \| ---------- \| ---------- \| ---------- \| ---------- \| \| \| \| \| \| \| \| Marsilio \| Marsilio \| \| 48.03 % \| 48.03 % \| \| Legnini \| Legnini \| \| 31.28 % \| 31.28 % \| \| Marcozzi \| Marcozzi \| \| 20.20 % \| 20.20 % \| \| Flajani \| Flajani \| \| 0.47 % \| 0.47 % \| |          |  |         |         |
| Presidente |          |  |         |         |
| |          |  |         |         |
| Marsilio | Marsilio |  | 48.03 % | 48.03 % |
| Legnini | Legnini  |  | 31.28 % | 31.28 % |
| Marcozzi | Marcozzi |  | 20.20 % | 20.20 % |
| Flajani | Flajani  |  | 0.47 %  | 0.47 %  |

### Participación
| Región | Hora   | Hora   | Hora   |
| Región | 12:00  | 19:00  | 23:00  |
| --- | ------ | ------ | ------ |
| Abruzos | 13,42% | 43,00% | 53,11% |
| Provincia | Hora   | Hora   | Hora   |
| Provincia | 12:00  | 19:00  | 23:00  |
| Chieti | 13,17% | 40,46% | 50,17% |
| L'Aquila | 13,01% | 44,56% | 54,70% |
| Pescara | 14,13% | 43,98% | 54,83% |
| Teramo | 13,45% | 43,96% | 53,84% |
| Fuentes: Ministerio del Interior – Participación (enlace roto disponible en Internet Archive; véase el historial, la primera versión y la última). |        |        |        |